# Albert Ramos
Albert Ramos-Viñolas (Barcelona, 1988. január 17. –) spanyol hivatásos teniszező. Karrierje során egy ATP tornát nyert.

## ATP-döntői

### Egyéni

#### Győzelmei (1)
| Összesítés                                            | Összesítés |
| ----------------------------------------------------- | ---------- |
| Grand Slam-torna                                      | (0)        |
| ATP World Tour Masters 1000 / ATP Masters Series      | (0)        |
| ATP World Tour 500 Series / International Series Gold | (0)        |
| ATP World Tour 250 Series / International Series      | (1)        |
| ATP World Tour Finals / Tennis Masters Cup            | (0)        |

|   | Dátum            | Torna                        | Borítás | Ellenfél a döntőben | Eredmény a döntőben |
| 1 | 2016. július 23. | SkiStar Swedish Open, Båstad | Salak   | Fernando Verdasco   | 6-3, 6-4            |

#### Elvesztett döntői (4)
|   | Dátum             | Torna                                  | Borítás | Ellenfél a döntőben | Eredmény a döntőben |
| 1 | 2012. április 15. | Grand Prix Hassan II, Casablanca       | Salak   | Pablo Andújar       | 1-6, 6-7(5)         |
| 2 | 2016. október 2.  | Chengdu Open, Csengtu                  | Kemény  | Karen Hacsanov      | 7-6(4), 6-7(3), 3-6 |
| 3 | 2017. március 6.  | Brasil Open, São Paulo                 | Salak   | Pablo Cuevas        | 7-6(3), 4-6, 4-6    |
| 4 | 2017. április 23. | Monte-Carlo Rolex Masters, Monte-Carlo | Salak   | Rafael Nadal        | 1-6, 3-6            |

### Páros

#### Elvesztett döntői (1)
|   | Dátum            | Torna                        | Borítás | Partner        | Ellenfelek a döntőben           | Eredmény a döntőben |
| 1 | 2013. július 14. | SkiStar Swedish Open, Båstad | Salak   | Carlos Berlocq | Nicholas Monroe / Simon Stadler | 2-6, 6-3 [3-10]     |

## Eredményei Grand Slam-tornákon
| Grand Slam | Australian Open | Australian Open   | Roland Garros | Roland Garros         | Wimbledon     | Wimbledon             | US Open  | US Open            |
| Év         | Eredmény        | Utolsó ellenfél   | Eredmény      | Utolsó ellenfél       | Eredmény      | Utolsó ellenfél       | Eredmény | Utolsó ellenfél    |
| 2010       | Selejtező (1)   | Selejtező (1)     | Selejtező (2) | Selejtező (2)         | Selejtező (1) | Selejtező (1)         | -        | -                  |
| 2011       | -               | -                 | 2.kör         | Robin Söderling       | -             | -                     | 1.kör    | Philipp Petzschner |
| 2012       | 1.kör           | Tomáš Berdych     | 1.kör         | Benoît Paire          | 1.kör         | Roger Federer         | 2.kör    | Fernando Verdasco  |
| 2013       | 1.kör           | Márkosz Pagdatísz | 1.kör         | Jerzy Janowicz        | 1.kör         | Juan Martín del Potro | 1.kör    | Bernard Tomic      |
| 2014       | 1.kör           | Pablo Andújar     | 1.kör         | Olekszandr Dolhopolov | -             | -                     | 1.kör    | Sam Groth          |
| 2015       | 1.kör           | Andrej Kuznyecov  | 1.kör         | Pablo Andújar         | 2.kör         | Jo-Wilfried Tsonga    | 1.kör    | Stanislas Wawrinka |
| 2016       | 2.kör           | Marin Čilić       | 1/4 döntő     | Stanislas Wawrinka    | 3.kör         | Richard Gasquet       | 2.kör    | Andrej Kuznyecov   |
| 2017       | 1.kör           | Lukas Lacko       | 4.kör         | Novak Đoković         | 3.kör         | Miloš Raonić          | 2.kör    | Nicolas Mahut      |

## Év végi világranglista-helyezései
| Év       | 2004 | 2005 | 2006 | 2007 | 2008 | 2009 | 2010 | 2011 | 2012 | 2013 | 2014 | 2015 | 2016 |
| Helyezés | 1463 | 1231 | 779  | 718  | 449  | 168  | 123  | 66   | 50   | 83   | 63   | 54   | 27   |

## Győzelmei top 10-es játékos ellen évenként
| Szezon    | 2015 | 2016 | 2017 |
| Győzelmek | 1    | 2    | 2    |

### Győzelmei top 10-es játékos ellen részletesen
|      | Ellenfél      | Ranglista | Torna                     | Borítás | Forduló     | Eredmény         |
| 2015 |               |           |                           |         |             |                  |
| 1.   | Roger Federer | 3         | Shanghai Masters          | Kemény  | 2. kör      | 7–6(4), 2–6, 6–3 |
| 2016 |               |           |                           |         |             |                  |
| 2.   | Miloš Raonić  | 9         | Roland Garros             | Salak   | 4. kör      | 6–2, 6–4, 6–4    |
| 3.   | Dominic Thiem | 10        | Chengdu Open              | Kemény  | Negyeddöntő | 6–1, 6–4         |
| 2017 |               |           |                           |         |             |                  |
| 4.   | Andy Murray   | 1         | Monte-Carlo Rolex Masters | Salak   | 3. kör      | 2–6, 6–2, 7–5    |
| 5.   | Marin Čilić   | 8         | Monte-Carlo Rolex Masters | Salak   | Negyeddöntő | 6–2, 6–7(5), 6–2 |